# Fédération bolivienne de basket-ball
La Fédération bolivienne de basket-ball, ou FBB (Federación boliviana de básquetbol) est une association, fondée en 1947, chargée d'organiser, de diriger et de développer le basket-ball en Bolivie.
La Fédération représente le basket-ball auprès des pouvoirs publics ainsi qu'auprès des organismes sportifs nationaux et internationaux et, à ce titre, la Bolivie dans les compétitions internationales. Elle défend également les intérêts moraux et matériels du basket-ball bolivien. Elle est affiliée à la FIBA depuis 1947, ainsi qu'à la FIBA Amériques.
La Fédération organise également le championnat national.